# Guts Ishimatsu
Guts Ishimatsu (jap. ガッツ 石松 Gattsu Ishimatsu; * 5. Juni 1949 in Tochigi, Japan), eigentlich Yūji Ishimatsu (鈴木 有二, Ishimatsu Yūji), ist ein ehemaliger japanischer Boxer. Am 11. April 1974 nahm er im Leichtgewicht Rodolfo González durch einen klassischen Knockout in Runde 8 den Weltmeistertitel des World Boxing Council (WBC) ab. Diesen Gürtel hielt er bis 8. Mai 1976.
Nach dem Ende seiner Boxkarriere erreichte Ishimatsu in Japan als Schauspieler und Komiker weitere Bekanntheit. Internationale Filmauftritte hatte er in Steven Spielbergs Das Reich der Sonne (1987) und in Ridley Scotts Black Rain (1989). Seit 1975 stand er für insgesamt über 75 Film- und Fernsehproduktionen vor der Kamera.